# Mutton Cove
Die Mutton Cove (englisch für Hammelbucht, in Argentinien gleichbedeutend Caleta Cordero) ist ein Naturhafen vor der Graham-Küste des Grahamlands auf der Antarktischen Halbinsel. Sie liegt 800 m nordöstlich des südlichen Endes von Beer Island, welche die Bucht westlich abdeckt. Begrenzt ist sie durch die Inseln Harp Island, Upper Island, Cliff Island und Girdler Island im Archipel der Biscoe-Inseln.
Teilnehmer der British Grahamland Expedition (1934–1937) entdeckten die Bucht. Expeditionsleiter John Rymill benannte sie nach einer gleichnamigen Bucht nahe der Marinebasis Devonport, dem Ausbildungsort des Expeditionsteilnehmers und Marineleutnants Robert Edward Dudley Ryder (1908–1986).